# Dompredigerhaus (Magdeburg)

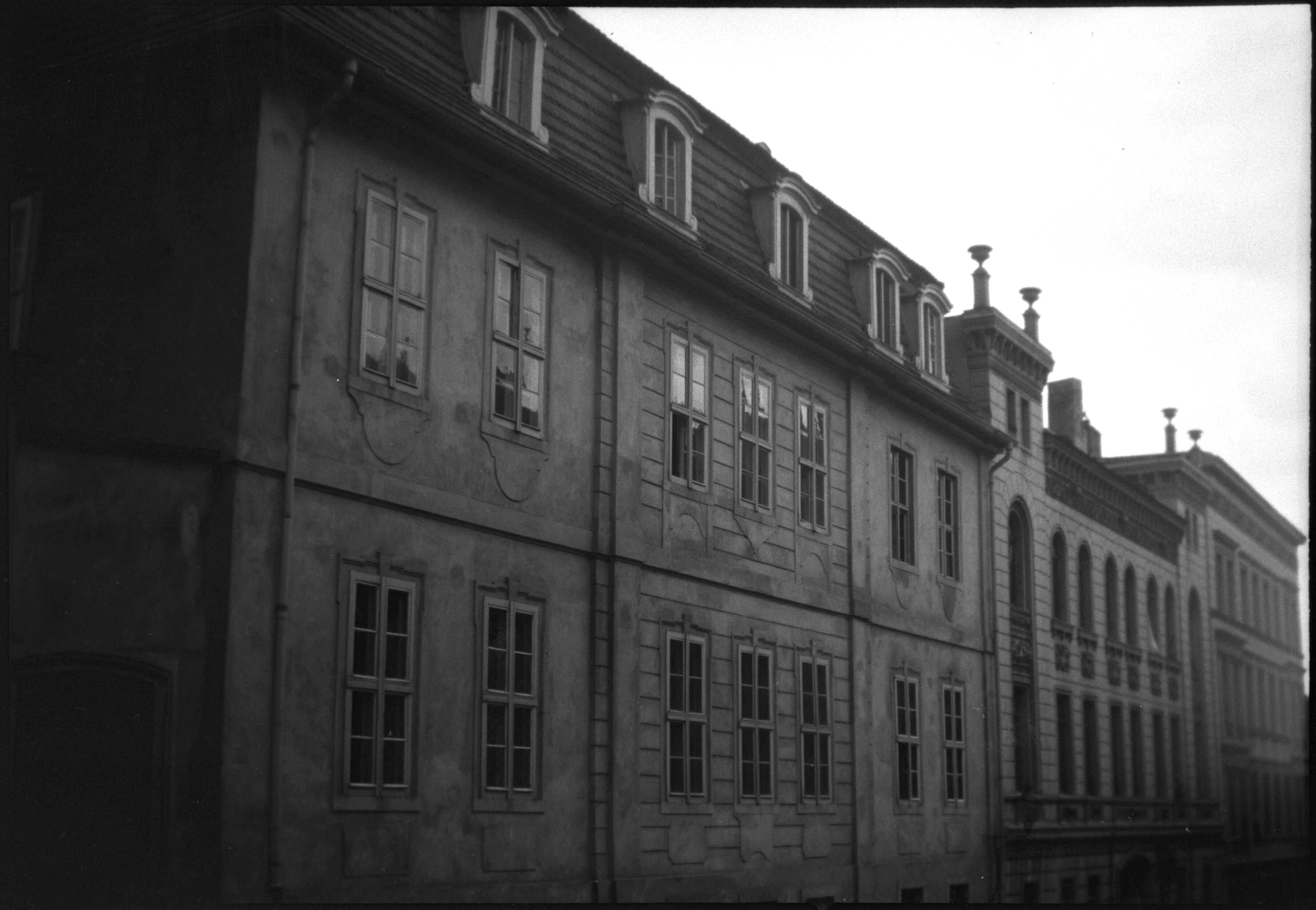
Dompredigerhaus (links), Blick von Westen, 1927 (Aufnahme: Berit Wallenberg)

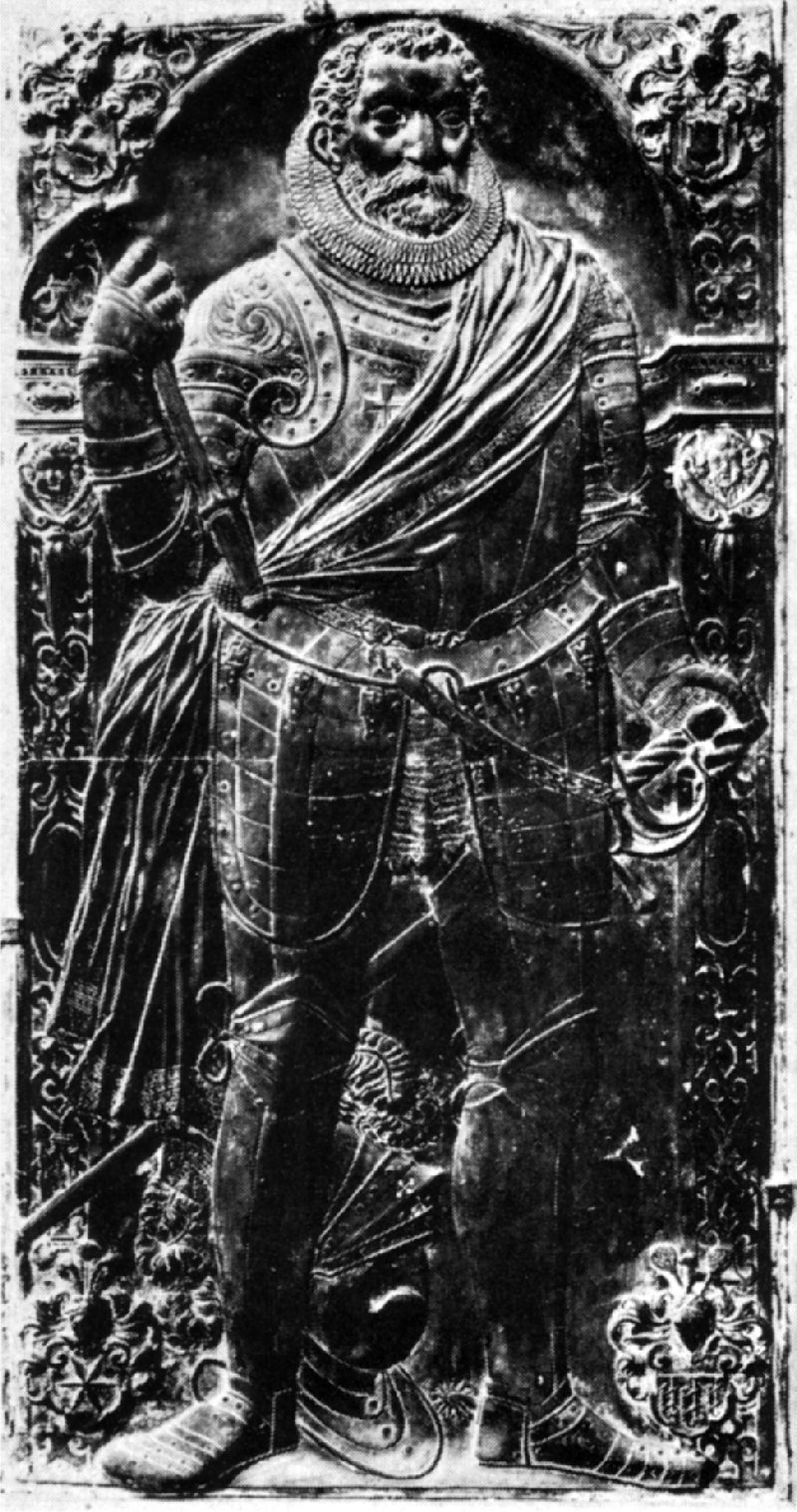
Grabplatte Hans von Lossows

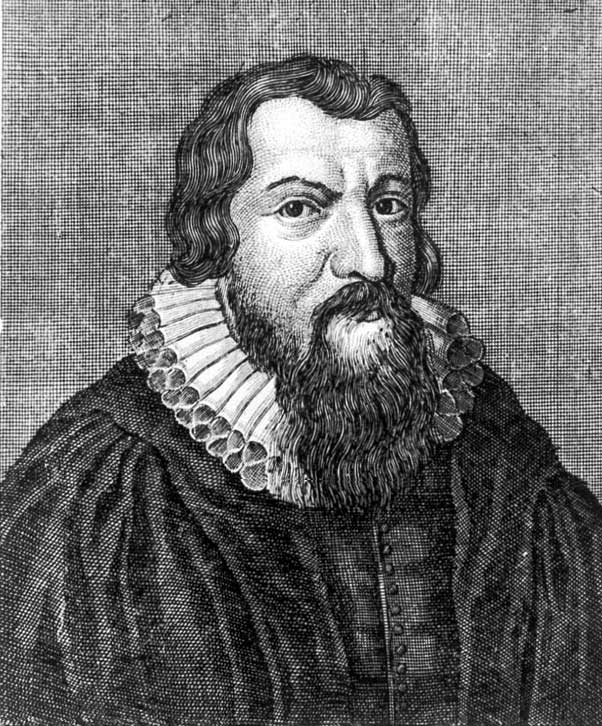
Reinhard Bake

Das Dompredigerhaus war ein historisches Gebäude in Magdeburg im heutigen Sachsen-Anhalt. Es wurde im Zweiten Weltkrieg zerstört und gilt als verlorengegangenes Baudenkmal.

## Lage
Das Gebäude befand sich in der Magdeburger Altstadt auf der Nordseite der Gouvernementstraße, der heutigen Straße Gouvernementsberg, an der Adresse Gouvernementstraße 4. Westlich (links) des Gebäudes mündete die Straße Klosterkirchhof (heute in etwa die Regierungsstraße) ein, so dass sich der Bau in einer Ecklage befand. Heute befindet sich an dieser Stelle eine Parkanlage, in der sich allerdings noch bauliche Reste finden, die möglicherweise auf das Dompredigerhaus zurückgehen.

## Geschichte und Architektur
Ursprünglich war auf dem Grundstück eine Domherrenkurie errichtet worden. Das unmittelbar nördlich gelegene Kloster Unser Lieben Frauen hatte das Gelände zu diesem Zweck dem Domkapitel Magdeburg geschenkt. Für das Jahr 1260 ist der Domherr Otto von Oldenburg als Besitzer belegt. Im Jahr 1584 kam es zu einer Vereinbarung zwischen Hans von Lossow, Landkommissar des Deutschen Ordens und dem Domkapitel. Von Lossow wollte den zu diesem Zeitpunkt verfallenen Hof neu bebauen. Dafür erhielt er für 50 Jahre den Besitz, bei einem jährlich zu entrichtenden Betrag von drei Gulden.
Nach der Zerstörung Magdeburgs im Jahr 1631 wurde das Gebäude dann Sitz von Dompredigern. Das Haus des Dompredigers Reinhard Bake im Breiten Weg 206 war niedergebrannt, es wurde ihm daher dieses Anwesen als Wohnsitz zugewiesen. In Verzeichnissen aus dem Jahr 1641 und 1647 wird Bake mitsamt Familie und Gesinde für dieses Grundstück geführt. Der Domprediger Friedrich Wilhelm Leyser erwarb das Gebäude und hat hier vermutlich ab 1668 gelebt. Im Jahr 1702 wurde das Anwesen als Haus des Domdiakonus, damals Joh. Joseph Winkler, geführt. 1724 wurde es vom zweiten Domprediger Christoph Sucro bewohnt.
In der Zeit von 1766 bis 1771 wurde das bis zum Zweiten Weltkrieg bestehende Dompredigerhaus vom Maurermeister August David Wilhelm und Zimmermeister Joh. Michael Kühne errichtet. Der eigentliche Bau begann 1768, 1770 war es vollendet. Die verputzte Fassade des zweigeschossigen Gebäudes war siebenachsig angelegt, wobei die drei mittleren Achsen durch zwei vertikale Bänder und horizontale Verfugungen besonders hervorgehoben waren. Die Gliederung der Fassade erfolgte neben den flachen vertikalen Bändern auch durch horizontal angeordnete. Ursprünglich bestand noch ein auf das alte Haus zurückgehendes Hofportal. Es verfügte über zwei korinthische Säulen und einen Architrav, über dem ein Fries angeordnet war. Auf dem Hauptgesims befand sich eine große steinerne Vase, die Pfeiler des Tors waren mit zwei kleineren Vasen bekrönt. Das Portal wurde jedoch abgerissen und bestand schon in den 1930er Jahren nicht mehr.
Zumindest in der Zeit um die 1810er/1820er Jahre lebte der Superintendent Franz Bogislaus Westermeier im Haus.
Im Zweiten Weltkrieg wurde das Gebäude zerstört und das Gelände anschließend nicht neu bebaut, sondern in eine Parkanlage integriert. Im Zuge eine Anfrage des Stadtrates Olaf Meister ergab sich 2022 eine Debatte über einen möglichen Wiederaufbau des Dompredigerhauses. 2024 beantragte die Ratsfraktion Grüne/future die Durchführung eines Interessenbekundungsverfahrens, um die Möglichkeit eines Wiederaufbaus zu klären.